# 小行星18430
小行星18430（18430 Balzac）是一颗绕太阳运转的小行星，为主小行星带小行星。该小行星于1994年1月14日发现。

## 轨道参数
小行星18430的轨道半长轴为2.3904818 UA，离心率为0.102。